# دانشگاه نیلین
دانشگاه نیلِین (با نام پیشین: دانشگاه قاهره، شعبهٔ خارطوم) در ۱۹۹۳ در خارطوم بنیان‌گذاری شد. در ۲۰۱۲، ۱۸ دانشکده در رشته‌های گوناگون و ۴۷۳۶۵ دانشجو داشت که دومین دانشگاه بزرگ در سودان شد. این دانشگاه عضو اتحادیه دانشگاه‌های جهان اسلام است.